# Mari-Elizabeth Morgen
Mari-Elizabeth Morgen (* 11. Dezember 1944 in Kitchener/Ontario) ist eine kanadische Pianistin.

## Leben
Morgen studierte am Konservatorium von Toronto bei Gordon Hallett. Sie gewann drei Jahre in Folge den Konzertwettbewerb beim National Music Camp in Interlochen und studierte dann an der Universität Toronto bei Jacques Abram und Pierre Souvairan, wo sie 1967 das Künstlerdiplom erhielt. 1968 gewann sie den Internationalen Johann-Sebastian-Bach-Wettbewerb in Washington. Bis 1971 studierte sie an der Juilliard School bei Ilona Kabos und Rosina Lhévinne. Als Gewinnerin der Young Concert Artists International Auditions  hatte sie 1970 ihr Debüt in der Town Hall von New York.  Danach trat sie in Kanada und den USA als Rezitalistin und mit Orchestern in Konzerten, im Radio und Fernsehen auf. Unter anderem spielte sie Klavierwerke von Johann Sebastian Bach, Frédéric Chopin und Talivaldis Kenins ein.